# とられてたまるか!
『とられてたまるか!』は、浅田次郎のデビューエッセイ。またそれを原作とした東映Vシネマシリーズ。

## 概要
自身の裏社会での生活体験をもとにした極道エッセイで浅田次郎の文筆家デビュー作品。本作品をきっかけに浅田に極道小説の依頼が舞い込むことになる。
1990年『週刊テーミス』で連載開始し、1991年に学習研究社から単行本化された。表紙デザインには「殺」「捕」の文字があり「殺られてたまるか」「捕られてたまるか」とも読めるようになっている。
1994年『極道放浪記 殺られてたまるか!』に改題しベストセラーシリーズから出版。
続編に1995年発売の『極道放浪記2 相棒（バディ）への鎮魂歌（レクイエム）』（ベストセラーシリーズ）がある。

## Vシネマ
『とられてたまるか!』は1992年発売の東映Vシネマ。高橋伴明監督、哀川翔主演。
続編に第二作『とられてたまるか!2』(1993年発売)、第三作目完結編『とられてたまるか!完』(1994年発売)がある。

### あらすじ
暴力団の下請け等で小銭集めをする詐欺師チンピラ、ジロー（哀川翔）と兄貴分のジン（清水健太郎）。そんな二人が大金をだましとろうと大金持ちに近づいて一発勝負にでようとする。

### キャスト
- ジロー：哀川翔（全作）
- ジン：清水健太郎（1・2）
- 浅野愛子（1・2）
- 佐野史郎（1）
- 白竜（全作）
- 寺田農（1・2）
- 山田辰夫（全作）
- 岩本千春（1）
- 安岡力也（全作）
- 下元史朗（1・2）
- 岩本千春（1）
- 七瀬なつみ（1）
- 泉谷しげる（1）
- 川越美和（2・完）
- 大杉漣（2・完）
- 誠直也（2）
- 松田ケイジ（2）
- 趙方豪（2）
- 長江英和（2）
- 森崎めぐみ（2）
- 田口浩正（2）
- 伊丹哲也（完）
- 余貴美子（完）

### スタッフ
- 監督：高橋伴明
- 原作：浅田次郎
- 脚本：上田武郎（青島武）、高橋伴明
- 主題歌：哀川翔

## 関連作品
- 極道懺悔録 - 浅田次郎原作の漫画作品。作画：幸野武史。全8巻（1995年-1998年）。1998年に映画化されている（監督：望月六郎、脚本：石川均、出演：松岡俊介・鶴見辰吾）。同じく浅田の半生を描いており主要キャラクターはジロー（浅川次郎）とJ。